# ماتيلدا إيفانز
كانت ماتيلدا إيفانز (13 مايو 1872 – 17 نوفمبر 1935)، أول امرأة أمريكية من أصل أفريقي مجازة لممارسة مهنة الطب في ولاية كارولينا الجنوبية وكانت من مناصري تحسين الرعاية الصحية للأمريكيين الأفارقة، وخصوصًا الأطفال.

## سيرتها المهنية في الطب
التحقت إيفانز بكلية بنسلفانيا الطبية الخاصة بالنساء عام 1893. حصلت على شهادة دكتور في الطب عام 1897 وانتقلت إلى مدينة كولومبيا في ولاية كارولينا الجنوبية، حيث كانت أول امرأة أمريكية من أصل أفريقي تؤسس عيادة طبية في الولاية. قبل الحرب الأهلية، كان معظم الأمريكيين الأفارقة مستعبدين، وكان عدد قليل جدًا من الأحرار منهم أطباء أو جراحين مُدرّبين إذ لم يكن التعليم الطبي متاحًا لهم. غالبًا ما تلقى الأمريكيون الأفارقة الذين يسعون للحصول على مهنة في الطب، تعليمهم الطبي في كندا أو أوروبا أو بعض الكليات الطبية في الشمال الأمريكي. في أواخر القرن التاسع عشر وبدايات القرن العشرين، واجه الأمريكيون الأفارقة الذين يسعون للحصول على تعليم طبي، احتمالات نجاح صعبة. استمر هذا الأمر خلال معظم القرن العشرين، وعلى الرغم من أن بعض الطلاب السود قد قُبلوا في الكليات الطبية والمستشفيات الخاصة بالبيض، إلا أنهم واجهوا وبشكلٍ واضح العنصرية والنبذ والتحامل.
أصبحت إيفانز جراحة وكان ذلك أيضًا نتاج وإنجاز الكليات الخاصة بالنساء. في بداياتها، واجهت كلية بنسلفانيا الطبية للإناث، أو كما أُعيد تسميتها الكلية الطبية الخاصة بالنساء عام 1867، معارضة شديدة من قِبل المؤسسة الطبية الذكورية. كانت الأفكار السائدة تقول بأن النساء ذوات عقل ضعيف جدًا ليتمكن من النجاح في مجال الطب الأكاديمي المرهق ورقيقات جدًا لتحمل المتطلبات الجسدية للممارسات السريرية. كانت أحد العوائق الجدية التي واجهت نجاح الكلية هي فقدان إمكانية الحصول على الخبرة السريرية لطلابها ومتدربيها لأن مستشفيات المنطقة لا تسمح للنساء بحضور المحاضرات أو معالجة المرضى. لحل هذا الوضع، أسست آن برستون، طبيبة، وأحد خريجي الدفعة الأولى من الكلية، مستشفى فيلادلفيا للنساء، وكانت الكلية بذاتها موجودة في حيز مُستأجر من المشفى من عام 1862 إلى عام 1875. أسست الكلية في النهاية مشفاها الخاص، طابق تلو الآخر حسبما سمحت به التمويلات، من عام 1903 إلى عام 1913.
باعتبارها أول امرأة أمريكية من أصل أفريقي تحصل على رخصة الممارسة الطبية في كارولينا الجنوبية، تمكنت إيفانز من معالجة المرضى ذوي البشرة البيضاء والسوداء، مما جعل خدماتها مطلوبة بشدة. كوّنت زبائن كثر من النساء الثريات ذوات البشرة البيضاء، اللاتي دفعن لها على نحو كاف مما مكنها من معالجة النساء والأطفال السود الفقراء مجانًا. كان لاجتهادها الكبير واحترافيتها الفضل الكبير في تكوين المجموعة الكبيرة والنادرة من الزبائن مختلفي الأعراق. مارست الطب باختصاصات التوليد والنسائية والجراحة، واعتنت بالمرضى في منزلها الخاص لحين تأسيسها مستشفى ومدرسة تايلور لاين لتدريب الممرضات، وهو أول مستشفى لذوي البشرة السوداء في مدينة كولومبيا، عام 1901. اعتنت د. إيفانز بالمرضى في منزلها قبل تأسيس مستشفى تايلور لاين لأنه لم يكن هنالك مرافق طبية في ذلك الوقت تسمح للطبيب الأمريكي الأفريقي بمعالجة المرضى وإدخالهم. بحلول عام 1907 تمكنت إيفانز من الكتابة إلى ألفرد جونز، أمين صندوق في كلية بنسلفانيا الطبية للنساء، «لقد أبليت حسنًا، وأملك خبرة كبيرة في الممارسة الطبية على كل فئات الشعب.... حظيت بنجاح غير محدود... منذ أن عدت إلى بلدتي الأصل، تحفز آخرون وذهبوا إلى كليتنا العزيزة للحصول على الشهادات». كتبت هذا إلى ألفرد جونز بالنيابة عن شابة أمريكية أفريقية واعدة أرادت الالتحاق بكلية بنسلفانيا الطبية للنساء لكنها كانت بحاجة للمساعدة من أجل الحصول على منحة دراسية. لاحقًا، أسست إيفانز مستشفى آخر، مستشفى ومدرسة سانت لوك لتدريب الممرضات، أدارتها حتى عام 1918.
وفقًا للمؤرخ دارلين كلارك هاين، في مقالة حول إيفانز وردت في دورية التاريخ الجنوبي المجلد 70، العدد 1، فبراير عام 2004، كان مستشفى سانت لوك الذي أسسته د. إيفانز يقع في كولومبيا، كارولينا الجنوبية وتألف من أربعة عشر غرفة وعشرين سرير، وهو منشأة أدارتها حتى عام 1918.
كان مستشفى سانت لوك رابع مستشفى في البلاد يدير كلية لتخريج الممرضات. تُعد مدرسة سانت لوك للتمريض أقدم كلية تابعة لمشفى تمنح شهادة الدبلوم في البلاد وتعمل حتى اليوم. ازدهرت سمعة الكلية خلال عشرينيات وثلاثينيات القرن العشرين. خلال الحرب العالمية الثانية، اعتُمدت مدرسة سانت لوك للتمريض من أجل برنامج فيلق التمريض العسكري. في عام 1962، مُنحت الكلية تفويض كامل من قِبل الرابطة الوطنية للتمريض. أُضيفت ساعات دراسية مُعتمدة للمنهاج الدراسي بدءًا من عام 1969. اليوم، تُعتبر هذه الساعات الدراسية المعتمدة في العلوم والعلوم الإنسانية شرطًا مسبقًا للدخول إلى برنامج التمريض. مدرسة التمريض مُعتمدة من قِبل مجلس تمريض ولاية بنسلفانيا وأُعيد تفويضها بشكل كامل عام 1997 من قِبل لجنة الاعتماد في الرابطة الوطنية للتمريض.